# Grabmal Pedro Álvarez de Toledos

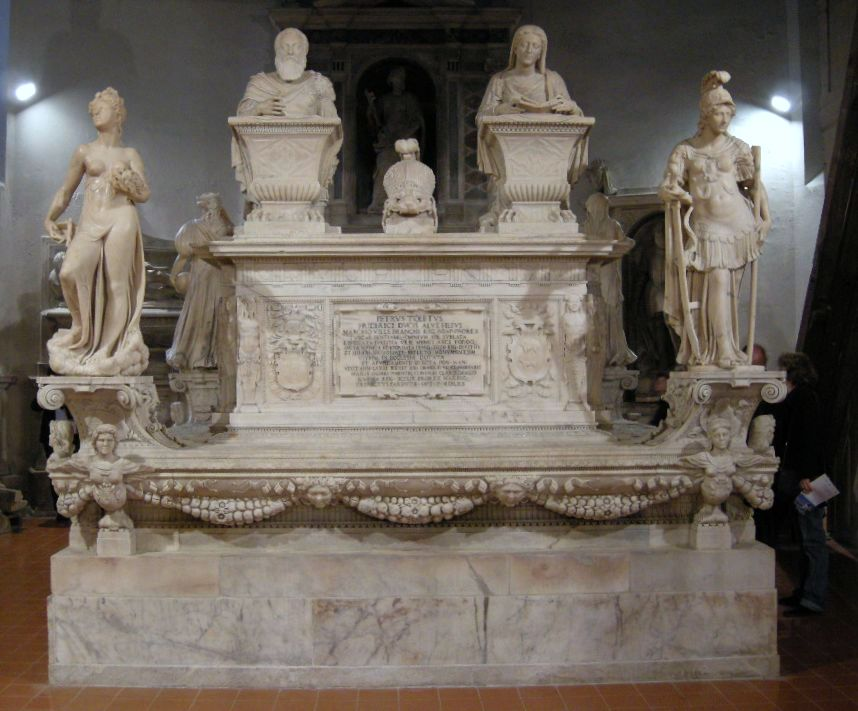
Das Grabmal des Pedro Álvarez de Toledos

Das Grabmal Pedro Álvarez de Toledo und seiner Gemahlin María Osorio Pimentel befindet sich in der Kirche San Giacomo degli Spagnoli in Neapel. Das monumentale Grabmal erhebt sich hinter dem Hochaltar im Apsisbereich. Der ursprüngliche Aufstellungsort befand sich unter der Chorkuppel. Es wurde von dem neapolitanischen Bildhauer Giovanni da Nola und seiner Werkstatt angefertigt.

## Analyse
Das monumentale Grabmal für Don Pedro de Toledo und dessen Frau Doña Maria ist auf einem rechteckigen Grundriss angelegt. Es ist in etwa dreimal so lang wie breit. Dadurch, dass die Figuren von Don Pedro und dessen Frau erhöht knien und den vier, etwas tiefer stehenden Tugenden umgeben sind, ist das Grabmal einer pyramidalen Form angenähert.
In der Mitte einer flachen Ebene erhebt sich der große Sarkophag. Auf diesem befinden sich je an einem Betstuhl kniend und mit Gebetbüchern in den Händen die Figuren der Verstorbenen: (vom Betrachter aus gesehen) auf der linken Seite Don Pedro und auf der rechten Seite seine Frau. Zwischen diesen liegt auf einem kleinen Sockel ein Löwenkopf mit einer Art Krone.
Der Sarkophag ist wie eine Art Kastenaltar aufgebaut. In der Form erinnert er sehr an einen Kastenaltar, eine Altarform, die häufig zur Verwahrung von Reliquien verwandt wurde. So verfügt er über einen Altarunterbau (stipes) und eine Altarplatte (mensa).
Dabei sind im Relief Karyatiden in der Form von Grotesken an den Ecken angebracht, die die auf einem mit Pilastern verzierten Fries liegende Platte tragen. In der Mitte der Frontseite befindet sich eine Inschrift mit den Titeln Don Pedros. Sie wird eingerahmt auf der einen Seite vom Wappen Don Pedros und auf der anderen dem seiner Frau Doña Maria. An den drei anderen Seiten sind Reliefs angebracht, die Taten Don Pedros darstellen: Links die Vertreibung der Türken aus Apulien, rechts die Seeschlacht vor Baia gegen den maurischen Seeräuber Barbossa, während auf der Rückseite der Empfang Karls V. durch den Vizekönig an der Porta Capuana von Neapel (1535) dargestellt ist.
Der Sarkophag wird umgeben von lebensgroßen Personifikationen der vier weltlichen Kardinaltugenden – der Iustitia (Gerechtigkeit), Prudentia (Klugheit), Fortitudo (Tapferkeit) und Temperantia (Mäßigung). Sie stehen mit dem Rücken zum Sarkophag an den vier Ecken auf Podesten, die sich aus der unteren, flacheren Basis mit Voluten und einer Art ionischen Kapitell heraus und empor schwingen. Die Basis selbst ist mit Friesen, Girlanden und Grotesken verziert.

## Interpretation
Was wohl dem Betrachter des Grabmals als erstes ins Auge sticht, ist der Aufbau an sich: Die vier lebensgroßen Personifikationen der Tugenden, die auf niederer Ebene das Herrscherpaar umgeben. Durch diese erhöhte Stellung Don Pedros und seiner Frau gegenüber den Tugenden werden zwei Dinge zugleich vermittelt: Zum einen sind die Tugenden höher gestellt als der Betrachter, was auf deren besondere Bedeutung hinweist – zum anderen nehmen Don Pedro und Doña Maria, obwohl sie knien, noch gegenüber den Tugenden eine erhöhte Stellung ein.
Dargestellt sind die vier weltlichen Tugenden. Die Weisheit steht für das Wissen „über das Verhältnis der Dinge untereinander und zum Ganzen“ und zeigt somit auch auf die erworbene Reife und die Fähigkeit des Weisen, sichere Urteile zu fällen und guten Rat zu geben. Die Grundlage für menschliches Zusammenleben sieht beispielsweise Platon in seiner Ethik in der Gerechtigkeit. Auch spricht das Neue Testament davon, dass der Christ, der von der Sünde befreit ist, für die Gerechtigkeit lebt. Eine göttliche Gnade ist die Tapferkeit, die in der Bibel „nicht nur als menschliche Leistung, sondern letztlich als Gnade (…) verstanden und unter die Gaben des Heiligen Geistes gezählt“ wird. Die Mäßigung wird als Beherrschung und Unterdrückung von Affekten verstanden, wozu der Christ durch sein geistliches Leben befähigt wird. Alle diese vier Tugenden umgeben nun den Sarkophag und verdeutlichen damit, dass Don Pedro und dessen Frau über sie verfügte. Dadurch wird nicht nur seine Herrscherqualität, sondern auch ein christlich geführtes Leben hervorgehoben. Die Tatsache, dass er und seine Frau jedoch noch über die Tugenden herausragen zeigt auf, dass sie ein äußerst vorbildliches und tugendhaftes Leben führten. Dennoch knien sie. Dies verdeutlicht, dass sie nicht stolz, sondern demütig waren und Gott um Gnade für ihre Seele bitten. Doch nicht nur das – durch diese Haltung soll der Betrachter beziehungsweise der Besucher der Kirche angeregt werden, für die Verstorbenen zu beten.
Die Figur der Doña Maria ist schlicht gekleidet und mit einem Schleier über dem Haar mit einem Gebetbuch und sehr idealisiertem Gesicht dargestellt. Sie ist ganz in das Gebet vertieft. Don Pedro aber erscheint in herrschaftlicher Kleidung, als Feldherr. Sein Gesicht kann nahezu als exaktes Porträt angesehen werden. Während seine rechte Hand das Gebetbuch offen hält, hat er seine Linke am Schwert. Dies verdeutlicht die Verbindung von Glaube und Wehrhaftigkeit. Sein Blick ist dem Betrachter zugewandt und drückt Autorität, Stolz und Selbstbewusstsein aus. Beachtlich ist außerdem, dass beide gleich groß dargestellt sind und damit auf derselben Stufe stehen. Don Pedros Wichtigkeit wird allein durch dessen Ornat und seine herrschaftliche Haltung ausgedrückt. Es scheint, als ob sich Doña Maria bescheiden im Gebet in den Hintergrund zurückzieht. Dies wird vor allem durch ihren in das Gebetbuch gerichteten Blick und den herausfordernden Blick ihres Mannes Don Pedro begründet.
Die Gebetsstühle, an denen das Herrscherpaar kniet, sind an der Front mit je zwei Löwenklauen versehen. Zwischen den Knienden liegt auf einem kleinen Podest ein Löwenkopf mit einer Krone. Wegen seiner Stärke wird er mit dem König gleichgesetzt. Dies wird hier noch durch die Krone auf dem Kopf des Löwen betont. Der Löwe bekämpft außerdem das Chaos, das die Weltordnung bedroht und durch seine Gefährlichkeit wehrt er Feinde schon im Voraus ab. Wenn daher der Löwenkopf in der Mitte des Sarkophages platziert ist, so will dies einerseits die Institution des Vizekönigtums und andererseits die Herrschergewalt Don Pedros darstellen. Auch, dass er mit aufgerissenem Maul dargestellt wird, stellt seine Gefährlichkeit heraus. Der Eindruck, der von Don Pedro durch den Löwenkopf hervorgerufen wird, wird mit den Reliefs an den Seiten des Sarkophags begründet, die die Taten Don Pedros für Neapel und den spanischen König darstellen.
Der strenge rechtwinklige Aufbau des Grabmals wird durch Friese, Karyatiden und an dem unteren Sockel durch Pflanzen-Girlanden und Grotesken aufgelockert. Vor allem Letztere rufen einen beschwingten Eindruck hervor. Er wird vermehrt durch die Sockel der vier Tugenden, die sich aus der Ebene emporschwingen. Auch die Haltung der Tugenden im Kontrapost nimmt diese Schwingung auf. Betont wird dies außerdem durch die kleinen Grotesken, die sich an den Ecken der Podeste der Tugenden befinden. Sie wirken wie Galionsfiguren und blicken ebenfalls direkt den Betrachter an. Durch sie kann die Bewegung der Girlanden beinahe als Wellengang aufgefasst werden und verweist somit noch auf den Sieg Don Pedros über den maurischen Piraten Barbossa. Galionsfiguren sollten außerdem Böses fernhalten. Insofern sollen sie die Verstorbenen vor Bösem schützen.
Auffallend ist zudem, dass der Sarkophag relativ schmal ausfällt. Zwar ist Don Pedro in Florenz gestorben, doch sagt man, dass sein Sohn seine Asche nach San Giacomo degli Spagnoli überführen lassen hat.
Bei dem vorliegenden Werk Giovanni da Nolas handelt es sich um ein Grabmal. Ein Grabmal will zum einen dazu anregen, für den Verstorbenen um sein Seelenheil zu beten. Auf der anderen Seite aber soll es den irdischen Ruhm und die großen Taten des Verstorbenen sichtbar machen. Das gilt vor allem, wenn der Verstorbene wie hier ein Herrscher ist. Schon in der römischen Kaiserzeit hoben sich daher (und zur Darstellung des höheren Reichtums) die Grabmäler von Herrschern von denen der Untertanen enorm ab. So konnten sich nur sehr reiche Personen Sarkophage leisten – ein Verhalten, das speziell in der Renaissance wieder auflebte. In Anbetracht dessen, dass zu damaliger Zeit Gemeinschaftsgräber üblich waren und die Toten anonym bestattet wurden, hoben schon allein Grabinschriften die Bedeutung des Verstorbenen hervor. Auch wenn Don Pedro selbst nicht in „seinem“ Sarkophag begraben liegt, versinnbildlicht dieses vor allem seine Größe und Macht (und die des Vizekönigtums) über seinen Tod hinaus. Nicht nur die Inschrift, auch seine körperliche Darstellung und die seiner Frau sollten dafür sorgen, dass er in Erinnerung bleibt und Unsterblichkeit im Diesseits und Jenseits verliehen wird.
Die in Italien damals ungewöhnliche Form des Grabmals mit dem auf dem Sarkophag knienden Herrscherpaar hat ihre Vorbilder in Frankreich, in den Grabmälern der französische Könige Karl VIII. in Saint-Denis. Letzteres weist außerdem ebenso wie das Grabmal Toledo Figuren der Kardinaltugenden an den Ecken und Reliefs mit Siegesdarstellungen am Grabmalssockel auf. Jedoch wurde beim neapolitanischen Grabmal auf die nochmalige Darstellung der Herrscher als Tote in halbverwestem Zustand verzichtet, die an den französischen Grabmälern um diese Zeit üblich war.

## Datierung
Eine genaue Datierung des Grabmals ist schwer möglich. Eine Einordnung kann daher höchstens nach den Daten des Baus der Kirche erfolgen. Die Kirche San Giacomo degli Spagnoli wurde auf Betrieben des Vizekönigs erbaut. Die Grundsteinlegung fand am 11. Juni 1540 statt. Daher kann der Auftrag zu dem Grabmal – falls es überhaupt von Anfang an für eine Aufstellung in der Kirche bestimmt war – frühestens zu diesem Zeitpunkt erteilt worden sein. 1550 muss das Grabmal im Wesentlichen vollendet gewesen sein. Zur Aufstellung in der Apis von San Giacomo gelangte es jedoch erst gegen 1570, wie aus dem Datum der Inschrift hervorgeht.